# Ulica Indiry Gandhi w Warszawie
Ulica Indiry Gandhi – ulica na warszawskim Ursynowie.

## Nazwa
Nazwę ulicy upamiętniającą premier Indii Indirę Gandhi, nadano w styczniu 1985, wcześniej była odcinkiem ulicy Nugat.

## Opis
Ulica biegnie od skrzyżowania z ulicą Rosoła i Nugat do ulicy Filipiny Płaskowickiej.
W 2010 roku powstała społeczna inicjatywa przekształcenia ulicy z okolicą w centrum Ursynowa z placem, nowymi domami i parkiem i amfiteatrem.
W 2018 ulica została przedłużona od ulicy Pileckiego do ulicy Płaskowickiej.

## Ważniejsze obiekty
- Instytut Hematologii i Transfuzjologii (nr 14)
- Warszawski Szpital Południowy oraz lądowisko Szpital Południowy – SOR (ul. Pileckiego 99)
- kościół św. Tomasza Apostoła (ul. Dereniowa 12)
- Urząd dzielnicy Warszawa-Ursynów (al. KEN 61)
- Stacja metra Imielin
- Multikino, wyburzone w 2024 (al. KEN 60)

## Ulica w kulturze masowej
- Ulica została krótko opisana w piosence Pezeta Na tym osiedlu z albumu Muzyka rozrywkowa.